# Bromid zinečnatý
Bromid zinečnatý (ZnBr2) je anorganická sloučenina patřící mezi halogenidy.

## Příprava
Bromid zinečnatý může být připraven reakcí bromidu barnatého se síranem zinečnatým za vzniku nerozpustného síranu barnatého a bromidu zinečnatého nebo reakcí kovového zinku s kyselinou bromovodíkovou:
BaBr2 + ZnSO4 → BaSO4 + ZnBr2
Zn + 2 HBr → ZnBr2 + H2.

## Struktura
Struktura ZnBr2 je stejně neobvyklá jako struktura ZnI2. Atomy zinku jsou uspořádány tetraedricky a skupiny po 4 tetraedrech vytvářejí supertetraedry o složení {Zn4Br10}.
Dihydrát má stejnou strukturu jako dimerní forma bromidu hlinitého.

## Použití
- V organické chemii jako Lewisova kyselina.
- Jako štít proti radiaci. Dvě tabulky skla vyplněné koncentrovaným vodným roztokem bromidu zinečnatého mají velmi velkou hustotu, díky čemuž dobře zachytávají radiaci.
- Na výrobu zinkbromidových monočlánků.

## Podobné sloučeniny
- Fluorid zinečnatý
- Chlorid zinečnatý
- Jodid zinečnatý
- Bromid kademnatý
- Bromid rtuťnatý
- Bromid vápenatý